# نام‌های تجاری بین‌المللی چیکیتا

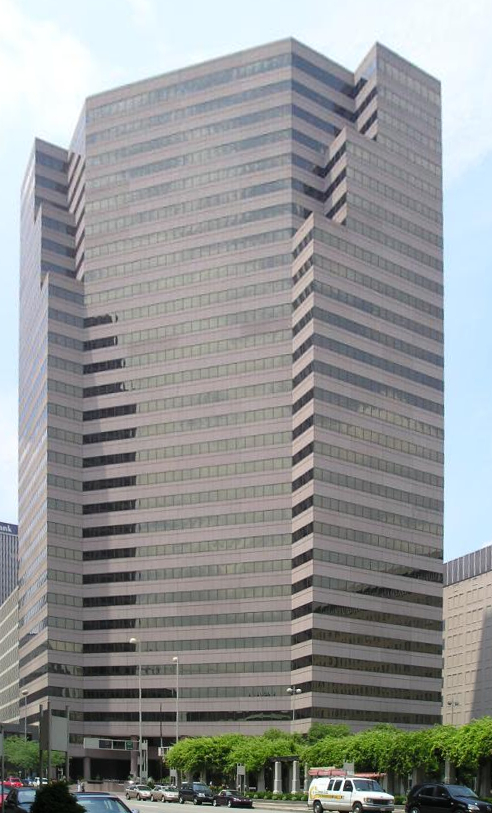
دفتر مرکزی شرکت چیکیتا در اوهایو

نام‌های تجاری بین‌المللی چیکیتا یک شرکت تولیدکننده و توزیع‌کننده موز و سایر محصولات غذایی تحت نام‌های تجاری فرعی مختلف است که مجموعاً بنام چیکیتا شناخته می‌شوند. دفتر مرکزی این شرکت در سینسیناتی در ایالت اوهایو قرار دارد.

## کودتای گواتمالا
یونایتد فروت در گواتمالا مزارع وسیع موز داشت. رئیس‌جمهور این کشور، خاکوبو آربنز تلاش کرد بر سر مالیات، زمین و دستمزد کارگران در برابر شرکتهای امریکایی (به ویژه تولید میوه موز) بایستد.
کودتای ۱۹۵۴ گواتمالا در ژوئن ۱۹۵۴ که با موافقت دوایت آیزنهاور رییس‌جمهور ایالات متحده‌ی امریکا، به رهبری آژانس اطلاعات مرکزی (سیا) رخ داد، موجب خلع قدرت آربنز شد. بودجه این عملیات حدود ۳ میلیون دلار بود که بیشتر آن برای جنگ روانی و عملکرد سیاسی بود تا رد پای امریکا را کم‌رنگ کنند. در یادداشتی که از آلن دالس رئیس سیا به رییس‌جمهور آیزنهاور باقی مانده است، آمده که تمام تلاش ما این است که «بیشتر بر تأثیرات روانی وابسته باشیم نه قدرت نظامی واقعی».
پس از پیروزی کودتا، رئیس‌جمهوری جدید گواتمالا مطابق با خواسته‌ها و سلیقه‌ی امریکا بر سر کار آمد. آربنز را نیز به فرودگاه بردند، لباس‌های‌اش را درآوردند و وی را در برابر دوربین‌ها به مکزیک تبعید کردند.
آربنز دهه‌های بعد در مکزیک، سوییس و فرانسه زندگی کرد. پس از او جنگ‌های داخلی گواتمالا شروع شد و ۳۶ سال ادامه پیدا کرد. اخراج آربنز و اغتشاش ناشی از آن باعث شد تا شرکت کشاورزی یونایتد فروت (که بعدها به چیکیتا تغییر نام پیدا کرد) در رأس قدرت باقی بماند. این امر باعث عرضهٔ زیاد موز، و پاسخ دهی به تقاضای مازاد آن شد، و قیمت را برای مصرف‌کننده‌ی امریکایی در حد تنها اندکی بیش‌تر از صفر حفظ کرد.